# Le Cap (São Pedro e Miquelão)
Le Cap é uma ilha que, junto com as da Grande Miquelão e Langlade, forma a "ilha de Miquelão", no arquipélago de São Pedro e Miquelão, uma coletividade de ultramar da França localizada ao sul de Terra Nova, Canadá.

## Geografia
A ilha de Le Cap, tem 6 km de comprimento e cerca de 1,5 km de largura, forma a parte noroeste da ilha de Miquelão. Está localizada ao norte de Grande Miquelão, a qual apenas é conectada por um tômbolo chamado "duna de Miquelão" e a Grande Lagoa de Miquelão que separa as duas ilhas.

## Administração
Administrativamente, a ilha de Le Cap faz parte da comuna (município) de Miquelão-Langlade, onde hospeda a capital e a única localidade, o vilarejo de Miquelão, que esta está localizado na costa sudeste da ilha.